# SC Thunerstern
| SC Thunerstern       | SC Thunerstern                             |
| -------------------- | ------------------------------------------ |
|                      |                                            |
| Vereinsdaten         |                                            |
| Gründungsjahr:       | 1959                                       |
| Vereinsfarben:       | Rot-Weiss-Schwarz                          |
| Mitglieder:          | ~150 (2006)                                |
| Stadion/Spielstätte: | Mur-Halle (1.000 Plätze)                   |
| Anschrift:           | SC Thunerstern Postfach 807 CH – 3607 Thun |
| Website:             | www.thunerstern.ch                         |

Der Sportclub Thunerstern ist ein Rollhockeyclub in Thun und gehörte seit seiner Gründung im Jahre 1959 zum festen Bestandteil der Nationalliga A. In der Saison 2013/14 ist der SC Thunerstern mit einer fast nur noch aus Junioren bestehenden Mannschaft in die Nationalliga B abgestiegen. Der Name des Vereins hat seinen Ursprung im Wappen der Stadt, wo ein goldener, siebenzackiger Stern zu sehen ist. Im Vereinslogo ist dieser Stern ebenfalls ersichtlich.

## Erfolge
- 8 × NLA Schweizermeister
- 7 × Schweizer Cupsieger
- 1992 Europacup Final der Cupsieger

- 2015/16 NLB Vizemeister
- 2016/17 NLB Meister
- 2021/22 NLB Meister

## Spielstätte
Der SC Thunerstern bestreitet seine Heimspiele in der Mehrzweckhalle für Uni- und Rollhockey, kurz MUR-Halle genannt. Das spezielle an dieser Halle ist die Dachkonstruktion. Sie stammt von einer mittlerweile abgerissenen Fabrikhalle in der Selve. Da die Dachkonstruktion als erhaltenswert eingestuft wurde, hat man sie restauriert und rund einen Kilometer vom ehemaligen Standort entfernt in den Neubau integriert.